# Ischnomera discolor
Ischnomera discolor là một loài bọ cánh cứng trong họ Oedemeridae. Loài này được Leconte miêu tả khoa học năm 1874.